# Низки
Низки е „количествена“ музикална невма във византийската нотация, която обозначава, че музикалният тон трябва да бъде понижен с четири степени в рамките на тоналността. Подписан или напсисан под или върху други невми, добавя тази стойност към тях. Самията „низки“ също може да бъде подписван или надписван за краткост.